# Fozio (nome)
Fozio  è un nome proprio di persona italiano maschile.

## Varianti
- Maschili: Fotino[1][2]
- Femminili: Fotina[1][3]

### Varianti in altre lingue
- Greco antico: Φωτιος (Photios)[4]
  - Femminili: Φωτινη (Photine)[5]
- Greco moderno: Φωτιος (Fōtios)[4], Φωτης (Fōtīs)[4]
  - Femminili: Φωτινη (Fōtinī)[5], Φωτεινή (Fōteinī)
- Latino: Photius[1][6], Photinus[1][3]
  - Femminili: Photina[1][5]
- Polacco: Focjusz
- Spagnolo: Focio

## Origine e diffusione

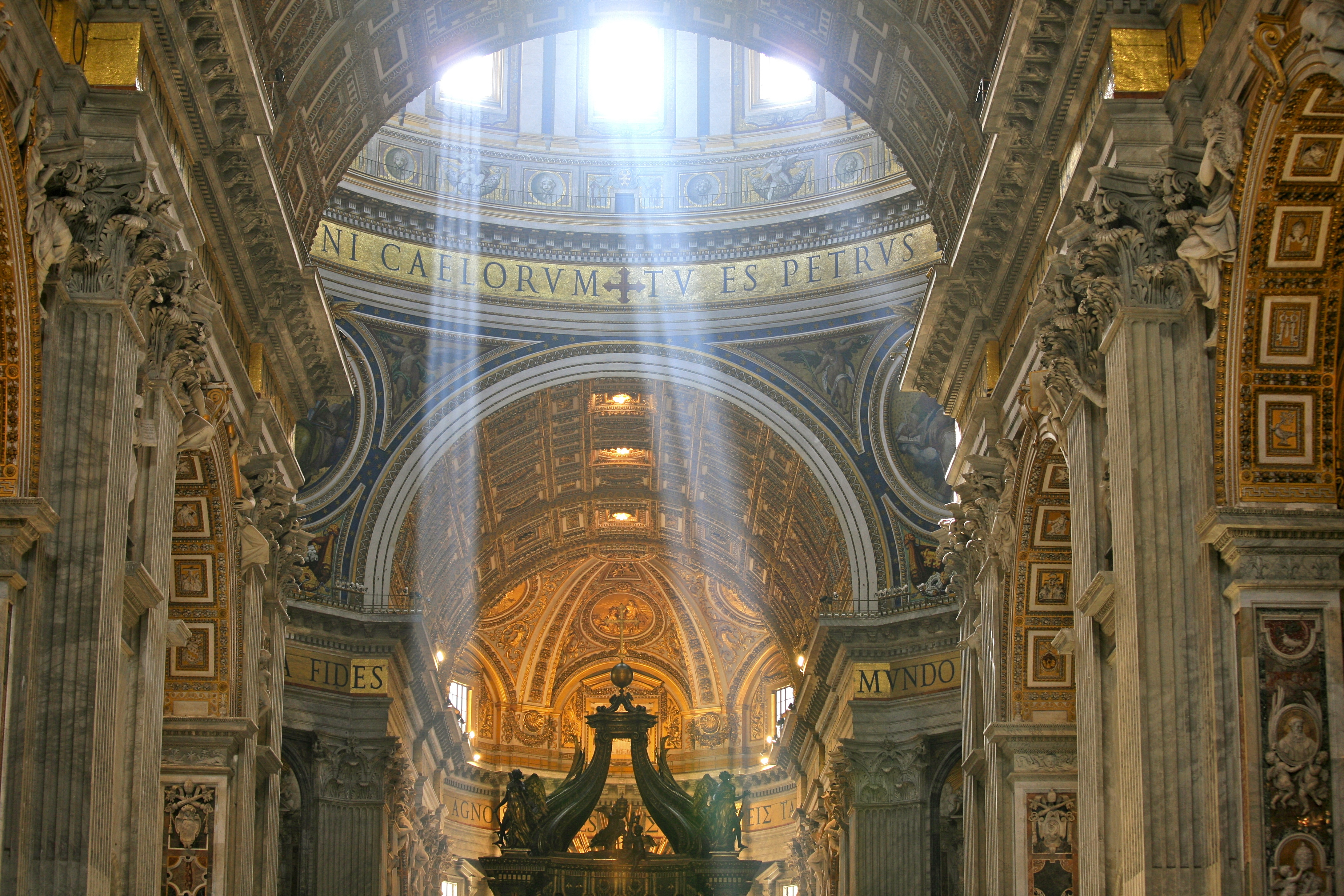
Raggi di luce nella Basilica di San Pietro

Si basa sul termine greco φως (phos, "luce"), e può quindi essere interpretato come "luminoso", "lucente", "risplendente". Ha quindi significato analogo ai nomi Berto, Braulio, Argo, Fulgenzio e Svetlana, che viene talvolta usato per tradurre la sua forma femminile Fotina.

## Onomastico
L'onomastico si può festeggiare il 4 marzo, in ricordo di san Fozio, martire con altri diciannove compagni a Nicomedia. Si ricordano altri santi con questo nome, alle date seguenti:
- 6 o 19 febbraio, san Fozio di Costantinopoli, venerato dalla Chiesa ortodossa
- 20 marzo, san Fozio, martire in Galilea con Ciriaca e Parasceva[6][7]
- 2 giugno, san Fotino, vescovo e martire con altri compagni a Lione[2]
- 2 luglio, san Fozio di Mosca, metropolita[9]
- 12 agosto, san Fozio o Fotino, martire con Aniceto e Conte a Nicomedia[2][9]

Al femminile si annovera una sola santa, Fotina, nome che la Chiesa ortodossa dà alla samaritana incontrata da Gesù in Gv 4, dicendola martire con i figli Giuseppe e Vittore e altri compagni e commemorandola il 20 marzo.

## Persone
- Fozio, militare bizantino
- Fozio, religioso, patriarca ortodosso e santo russo
- Fozio II, arcivescovo ortodosso greco
- Fozio di Costantinopoli, bibliografo, patriarca e santo bizantino

### Varianti maschili
- Fotino di Sirmio, vescovo romano
- Fōtīs Katsikarīs, cestista e allenatore di pallacanestro greco
- Fōtīs Zoumpos, cestista greco

### Varianti femminili
- Photina Lappa, vero nome di Tinì Cansino, attrice greca
- Fōteinī Volonakī, cestista greca